# 山村悦夫
山村 悦夫（やまむら えつお、1942年 - ）は、日本の土木工学者。北海道大学名誉教授。元日本地域学会会長。元地理情報システム学会会長。

## 人物・経歴
北海道出身。北海道札幌南高等学校を経て、1965年北海道大学理学部数学科卒業。1966年北海道大学工学部助手。1973年北海道大学工学博士。1974年ペンシルベニア大学大学院人文・理学研究科経営学専攻修了、学術修士。1975年北海道大学工学部助教授。1977年北海道大学大学院環境科学研究科助教授。1981年北海道大学大学院環境科学研究科教授。1988年日本不動産学会評議員。1990年太平洋地域学会理事。1992年土木学会フェロー。1993年国際環境創造学会理事長。1994年環境科学会評議員。1998年北海道GIS-GPS研究会会長。2000年経営GIS総合研究所所長。2001年日本地域学会会長。2004年地理情報システム学会会長、RFID普及推進機構会長。2005年北海道大学名誉教授。2008年国際民族音楽平和運動機構会長。2023年、瑞宝中綬章受章。

## 著書
- 『地域均衡発展論』大明堂 1977年
- 『計画の分析』技報堂出版 1979年
- 『地域計画論 : 地域計画理論の受容と変容』大明堂 1980年
- 『ゆびきたす時代 : GIS・GPSで新しい世界を開く』北海道産学官研究フォーラム 2004年